# Алан Пард'ю
А́лан Па́рд'ю (англ. Alan Pardew, нар. 18 липня 1961, Вімблдон) — колишній англійський футболіст, фланговий півзахисник. По завершенні ігрової кар'єри — тренер.

## Ігрова кар'єра
У дорослому футболі дебютував 1986 року виступами за команду клубу «Йовіл Таун», в якій провів два сезони, взявши участь у 63 матчах чемпіонату.

### Крістал Пелес
Своєю грою за цю команду привернув увагу представників тренерського штабу клубу «Крістал Пелес», до складу якого приєднався 1987 року. Відіграв за лондонський клуб наступні чотири сезони своєї ігрової кар'єри. Більшість часу, проведеного у складі «Крістал Пелес», був основним гравцем команди. Пард'ю перейшов до клубу що перебував у другому дивізіоні Англійського футболу за 7.500 тисяч фунтів стерлінгів, та в 1989 році допоміг команді збобути підвищення у класі до першого дивізіону, обігравши у плей-оф «Блекберн Роверс». В наступному 1990 році, він забиває вирішальний 4-й гол «Ліверпулю», в додатковому таймі півфіналу кубка Англії, який приніс історичну перемогу 4-3 та вивів «Пелес» у фінал вперше в історії клубу. Ця перемога також була «помстою» «Ліверпулю» за рекордну поразку в історії «Крістал Пелес» (0-9), що тільки но підвищена в класі команда зазнала у 5 турі чемпіонату 1989-90 першого дивізіону у гостях на Енфілді. У сезоні 1990-91 років Алан Пард'ю був у команді, що посіла найвище місце за свою історію — 3 місце першого дивізіону, поступившись лише чемпіону «Арсеналу» та «Ліверпулю».

### Чарльтон Атлетик
1991 року уклав контракт з клубом «Чарльтон Атлетик», у складі якого провів наступні чотири роки своєї кар'єри гравця. В сезоні 1992-93 років став найкращим бомбардиром команди з 10 голами. Граючи у складі «Чарльтон Атлетик» також здебільшого виходив на поле в основному складі команди.
1995 року перейшов до клубу «Барнет», за який відіграв 2 сезони. Тренерським штабом нового клубу також розглядався як гравець «основи». Завершив професійну кар'єру футболіста виступами за команду «Барнет» у 1997 році

## Кар'єра тренера
Розпочав тренерську кар'єру невдовзі по завершенні кар'єри гравця, 1998 року, очоливши тренерський штаб клубу «Редінг».
Надалі очолював команди клубів «Вест Гем Юнайтед», «Чарльтон Атлетик», «Саутгемптон» та «Ньюкасл Юнайтед».
2014 року очолив тренерський штаб команди «Крістал Пелес», в якому пропрацював до 2016.
29 листопада 2017 року був призначений головним тренером «Вест-Бромвіч Альбіон». 2 квітня 2018 року покинув команду.
Надалі став працювати за кордоном, очолювавши нідерландський «АДО Ден Гаг», болгарський ЦСКА (Софія) та «Аріс» (Салоніки).

## Досягнення
- Володар Трофея Футбольної ліги: 2010

### Особисті
- Тренер сезону англійської Прем'єр-ліги: 2011/12[2]
- Тренер року в Англії за версією LMA: 2012
- Тренер місяця англійської Прем'єр-ліги (3): лютий 2006, листопад 2013, листопад 2014